# Damias binomica
Damias binomica là một loài bướm đêm thuộc phân họ Arctiinae, họ Erebidae.